# Delta 2000
Delta 2000 – seria amerykańskich rakiet nośnych Delta, oblatanych w latach 1974-1981. Konstrukcyjnie bazowała na serii Delta 1000. Nowością w stosunku do poprzedniej konstrukcji były człony Thor ELT wyposażone w silnik RS-27 (wywodzący się od silnika H-1 używanego w rakietach Saturn IB) oraz Delta-P (napędzane silnikiem TRW TR-201, konstrukcyjnie bazującym na silniku członu zniżającego lądownika LM z misji programu Apollo), co pozwoliło na zwiększenie siły nośnej.

## System oznakowania
- Pierwsza cyfra (model członu pierwszego oraz silników pomocniczych):
  - 2: Thor ELT (silnik RS-27), Castor 2
- Druga cyfra (ilość silników pomocniczych):
  - 3: trzy silniki
  - 9: dziewięć silników
- Trzecia cyfra (model członu drugiego):
  - 1: Delta-P (silnik TR-201)
- Czwarta cyfra (model członu trzeciego):
  - 0: brak
  - 3: Star-37D
  - 4: Star-37E

## Starty
1. 19 stycznia 1974, 01:38 GMT; konfiguracja 2313; s/n Delta 100; miejsce startu: Cape Canaveral Air Force Station (SLC-17B), USA
Ładunek: Skynet 2A; Uwagi: start nieudany − krótkie spięcie w obwodzie elektrycznym 2. stopnia, ładunek umieszczony na niestabilnej orbicie.
2. 13 kwietnia 1974, 21:33 GMT; konfiguracja 2914; s/n Delta 101; miejsce startu: Cape Canaveral Air Force Station (SLC-17B), USA
Ładunek: Westar 1; Uwagi: start udany
3. 17 maja 1974, 10:31 GMT; konfiguracja 2914; s/n Delta 102; miejsce startu: Cape Canaveral Air Force Station (SLC-17B), USA
Ładunek: SMS-1; Uwagi: start udany
4. 10 października 1974, 22:53 GMT; konfiguracja 2914; s/n Delta 103; miejsce startu: Cape Canaveral Air Force Station (SLC-17B), USA
Ładunek: Westar 2; Uwagi: start udany
5. 15 listopada 1974, 17:11 GMT; konfiguracja 2310; s/n Delta 104; miejsce startu: Vandenberg Air Force Base (SLC-2W), USA
Ładunek: NOAA 4, Oscar 7, Intasat; Uwagi: start udany
6. 23 listopada 1974, 00:28 GMT; konfiguracja 2313; s/n Delta 105; miejsce startu: Cape Canaveral Air Force Station (SLC-17B), USA
Ładunek: Skynet 2B; Uwagi: start udany
7. 19 grudnia 1974, 02:39 GMT; konfiguracja 2314; s/n Delta 106; miejsce startu: Cape Canaveral Air Force Station (SLC-17B), USA
Ładunek: Symphonie-1; Uwagi: start udany
8. 22 stycznia 1975, 17:56 GMT; konfiguracja 2910; s/n Delta 107; miejsce startu: Vandenberg Air Force Base (SLC-2W), USA
Ładunek: Landsat 2; Uwagi: start udany
9. 6 lutego 1975, 22:04 GMT; konfiguracja 2914; s/n Delta 108; miejsce startu: Cape Canaveral Air Force Station (SLC-17B), USA
Ładunek: SMS-2; Uwagi: start udany
10. 7 maja 1975, 23:35 GMT; konfiguracja 2914; s/n Delta 110; miejsce startu: Cape Canaveral Air Force Station (SLC-17B), USA
Ładunek: Anik A3; Uwagi: start udany
11. 12 czerwca 1975, 08:12 GMT; konfiguracja 2910; s/n Delta 111; miejsce startu: Vandenberg Air Force Base (SLC-2W), USA
Ładunek: Nimbus 6; Uwagi: start udany
12. 9 sierpnia 1975, 01:47 GMT; konfiguracja 2913; s/n Delta 113; miejsce startu: Vandenberg Air Force Base (SLC-2W), USA
Ładunek: COS-B; Uwagi: start udany
13. 27 sierpnia 1975, 01:42 GMT; konfiguracja 2914; s/n Delta 114; miejsce startu: Cape Canaveral Air Force Station (SLC-17A), USA
Ładunek: Symphonie-2; Uwagi: start udany
14. 6 października 1975, 09:01 GMT; konfiguracja 2910; s/n Delta 115; miejsce startu: Vandenberg Air Force Base (SLC-2W), USA
Ładunek: Explorer 54; Uwagi: start udany
15. 16 października 1975, 22:40 GMT; konfiguracja 2914; s/n Delta 116; miejsce startu: Cape Canaveral Air Force Station (SLC-17B), USA
Ładunek: GOES-1; Uwagi: start udany
16. 20 listopada 1975, 02:06 GMT; konfiguracja 2910; s/n Delta 117; miejsce startu: Cape Canaveral Air Force Station (SLC-17B), USA
Ładunek: Explorer 55; Uwagi: start udany
17. 17 stycznia 1976, 23:28 GMT; konfiguracja 2914; s/n Delta 119; miejsce startu: Cape Canaveral Air Force Station (SLC-17B), USA
Ładunek: CTS 1; Uwagi: start udany
18. 19 lutego 1976, 22:32 GMT; konfiguracja 2914; s/n Delta 120; miejsce startu: Cape Canaveral Air Force Station (SLC-17B), USA
Ładunek: Marisat-1; Uwagi: start udany
19. 22 kwietnia 1976, 20:46 GMT; konfiguracja 2914; s/n Delta 122; miejsce startu: Cape Canaveral Air Force Station (SLC-17B), USA
Ładunek: NATO 3A; Uwagi: start udany
20. 4 maja 1976, 08:00 GMT; konfiguracja 2913; s/n Delta 123; miejsce startu: Vandenberg Air Force Base (SLC-2W), USA
Ładunek: LAGEOS-1; Uwagi: start udany
21. 10 czerwca 1976, 00:09 GMT; konfiguracja 2914; s/n Delta 124; miejsce startu: Cape Canaveral Air Force Station (SLC-17A), USA
Ładunek: Marisat-2; Uwagi: start udany
22. 10 lipca 1976, 23:31 GMT; konfiguracja 2914; s/n Delta 125; miejsce startu: Cape Canaveral Air Force Station (SLC-17A), USA
Ładunek: Palapa-A1; Uwagi: start udany
23. 29 lipca 1976, 17:07 GMT; konfiguracja 2310; s/n Delta 126; miejsce startu: Vandenberg Air Force Base (SLC-2W), USA
Ładunek: NOAA 5; Uwagi: start udany
24. 14 października 1976, 22:44 GMT; konfiguracja 2914; s/n Delta 127; miejsce startu: Cape Canaveral Air Force Station (SLC-17A), USA
Ładunek: Marisat-3; Uwagi: start udany
25. 28 stycznia 1977, 00:49 GMT; konfiguracja 2914; s/n Delta 128; miejsce startu: Cape Canaveral Air Force Station (SLC-17A), USA
Ładunek: NATO 3B; Uwagi: start udany
26. 10 marca 1977, 23:16 GMT; konfiguracja 2914; s/n Delta 129; miejsce startu: Cape Canaveral Air Force Station (SLC-17A), USA
Ładunek: Palapa-A2; Uwagi: start udany
27. 20 kwietnia 1977, 10:15 GMT; konfiguracja 2914; s/n Delta 130; miejsce startu: Cape Canaveral Air Force Station (SLC-17B), USA
Ładunek: ESA-GEOS-1; Uwagi: start częściowo udany − przedwczesne oddzielenie 2. i 3. stopnia.
28. 16 czerwca 1977, 10:51 GMT; konfiguracja 2914; s/n Delta 131; miejsce startu: Cape Canaveral Air Force Station (SLC-17B), USA
Ładunek: GOES-2; Uwagi: start udany
29. 14 lipca 1977, 14:56 GMT; konfiguracja 2914; s/n Delta 132; miejsce startu: Cape Canaveral Air Force Station (SLC-17B), USA
Ładunek: GMS-1; Uwagi: start udany
30. 25 sierpnia 1977, 23:50 GMT; konfiguracja 2313; s/n Delta 133; miejsce startu: Cape Canaveral Air Force Station (SLC-17B), USA
Ładunek: Sirio-1; Uwagi: start udany
31. 22 października 1977, 13:53 GMT; konfiguracja 2914; s/n Delta 135; miejsce startu: Cape Canaveral Air Force Station (SLC-17B), USA
Ładunek: ISSE-1, ISSE-2; Uwagi: start udany
32. 23 listopada 1977, 01:35 GMT; konfiguracja 2914; s/n Delta 136; miejsce startu: Cape Canaveral Air Force Station (SLC-17A), USA
Ładunek: Meteosat-1; Uwagi: start udany
33. 15 grudnia 1977, 00:47 GMT; konfiguracja 2914; s/n Delta 137; miejsce startu: Cape Canaveral Air Force Station (SLC-17B), USA
Ładunek: CS-1; Uwagi: start udany
34. 26 stycznia 1978, 17:36 GMT; konfiguracja 2914; s/n Delta 138; miejsce startu: Cape Canaveral Air Force Station (SLC-17A), USA
Ładunek: IUE; Uwagi: start udany
35. 5 marca 1978, 17:54 GMT; konfiguracja 2910; s/n Delta 139; miejsce startu: Vandenberg Air Force Base (SLC-2W), USA
Ładunek: Landsat 3; Uwagi: start udany
36. 7 kwietnia 1978, 22:01 GMT; konfiguracja 2914; s/n Delta 140; miejsce startu: Cape Canaveral Air Force Station (SLC-17B), USA
Ładunek: Yuri-1; Uwagi: start udany
37. 16 czerwca 1978, 10:49 GMT; konfiguracja 2914; s/n Delta 142; miejsce startu: Cape Canaveral Air Force Station (SLC-17B), USA
Ładunek: GOES-3; Uwagi: start udany
38. 14 lipca 1978, 10:43 GMT; konfiguracja 2914; s/n Delta 143; miejsce startu: Cape Canaveral Air Force Station (SLC-17A), USA
Ładunek: ESA-GEOS-2; Uwagi: start udany
39. 12 sierpnia 1978, 15:12 GMT; konfiguracja 2914; s/n Delta 144; miejsce startu: Cape Canaveral Air Force Station (SLC-17B), USA
Ładunek: ISSE-3/ICE; Uwagi: start udany
40. 24 października 1978, 08:14 GMT; konfiguracja 2910; s/n Delta 146; miejsce startu: Vandenberg Air Force Base (SLC-2W), USA
Ładunek: Nimbus 7; Uwagi: start udany
41. 19 listopada 1978, 00:46 GMT; konfiguracja 2914; s/n Delta 145; miejsce startu: Cape Canaveral Air Force Station (SLC-17B), USA
Ładunek: NATO 3C; Uwagi: start udany
42. 30 stycznia 1979, 21:42 GMT; konfiguracja 2914; s/n Delta 148; miejsce startu: Cape Canaveral Air Force Station (SLC-17B), USA
Ładunek: SCATHA; Uwagi: start udany
43. 10 sierpnia 1979, 00:20 GMT; konfiguracja 2914; s/n Delta 149; miejsce startu: Cape Canaveral Air Force Station (SLC-17A), USA
Ładunek: Westar 3; Uwagi: start udany
44. 6 października 1981, 11:27 GMT; konfiguracja 2310; s/n Delta 157; miejsce startu: Cape Canaveral Air Force Station (SLC-17A), USA
Ładunek: SME, Oscar 9; Uwagi: start udany